# Duguwolowula
Duguwolowula es una comuna del círculo de Banamba, región de Kulikoró, Malí. Su población era de 43.289 habitantes en 2009. Su capital es Touba.